# Nemanja Zelenović
Nemanja Zelenović (Knin, 27 de febrero de 1990) es un jugador de balonmano serbio que juega de lateral derecho en el HSG Wetzlar de la Bundesliga. Es internacional con la selección de balonmano de Serbia.

## Palmarés

### RK Celje
- Liga de balonmano de Eslovenia (1): 2014
- Copa de Eslovenia de balonmano (3): 2012, 2013, 2014

## Clubes
- Estrella Roja ( -2011)
- RK Celje (2011-2014)
- Orlen Wisła Płock (2014-2015)
- SC Magdeburg (2015-2018)
- Frisch Auf Göppingen (2018-2022)
- VfL Gummersbach (2022-2023)
- HSG Wetzlar (2023- )